# Conversationshaus Norderney

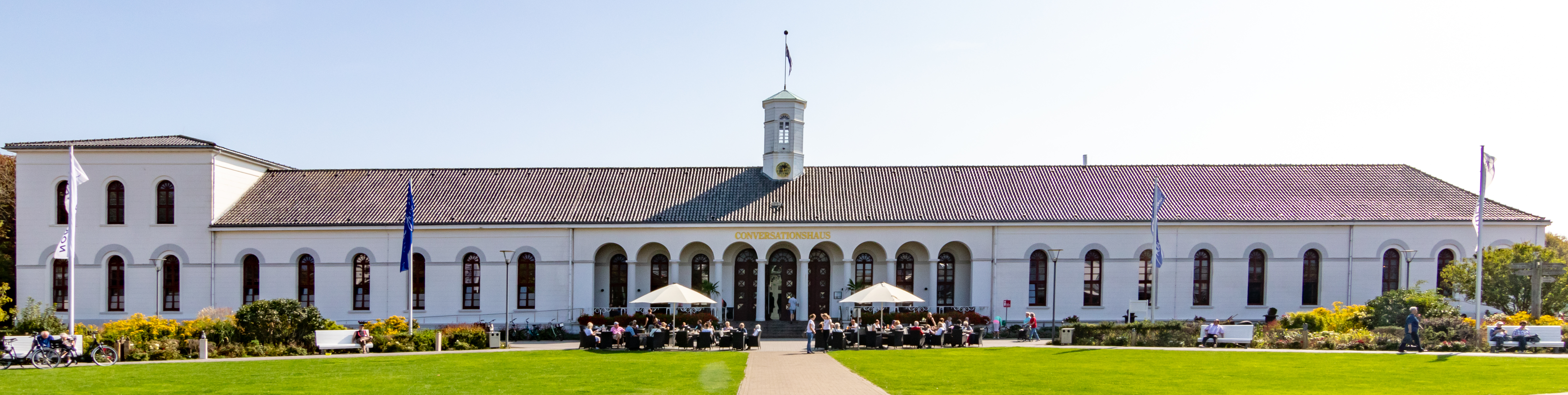
Conversationshaus, nach Norden zeigender Gebäudeteil

Das Conversationshaus ist ein unter Denkmalschutz stehendes Gebäude im Stadtzentrum der Ostfriesischen Insel Norderney in Niedersachsen. Es dient dem Nordseeheilbad als Kurhaus mit Touristinformation und für Veranstaltungen.

## Lage

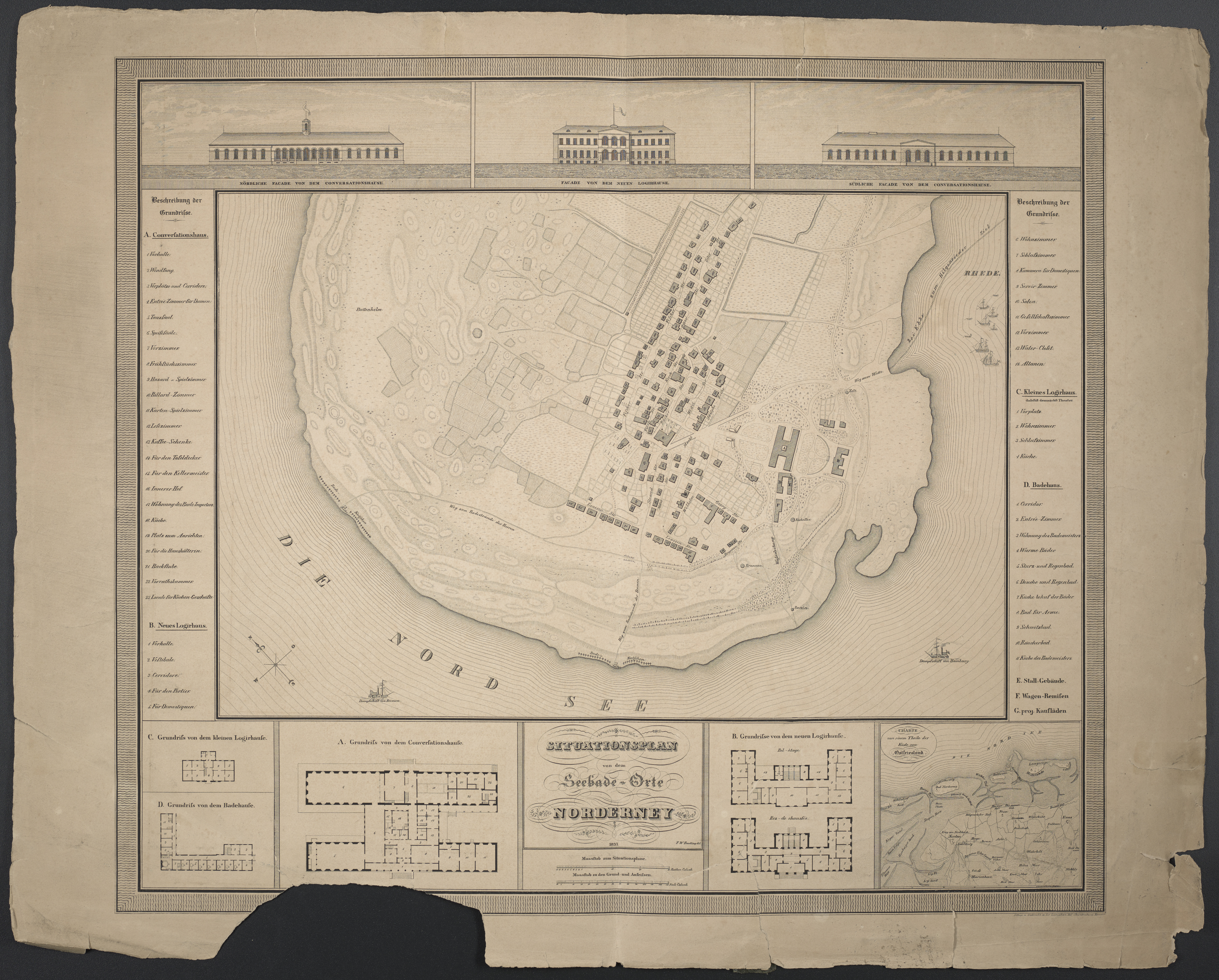
Ansicht der Conversationshauses und des Kurhauses im Jahr 1837

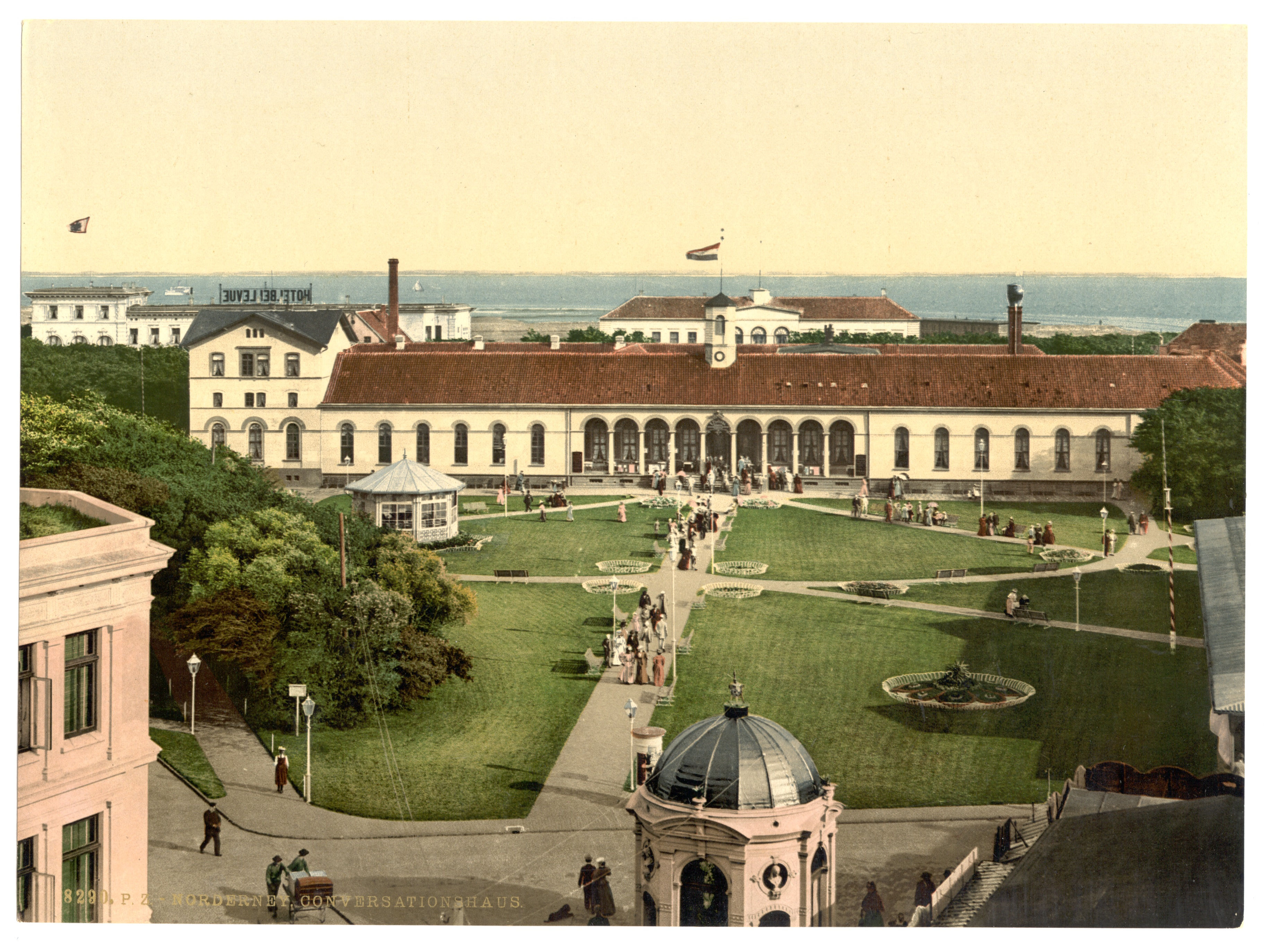
Conversationshaus Ende des 19. Jahrhunderts mit Kurplatz und weiteren historischen Gebäuden

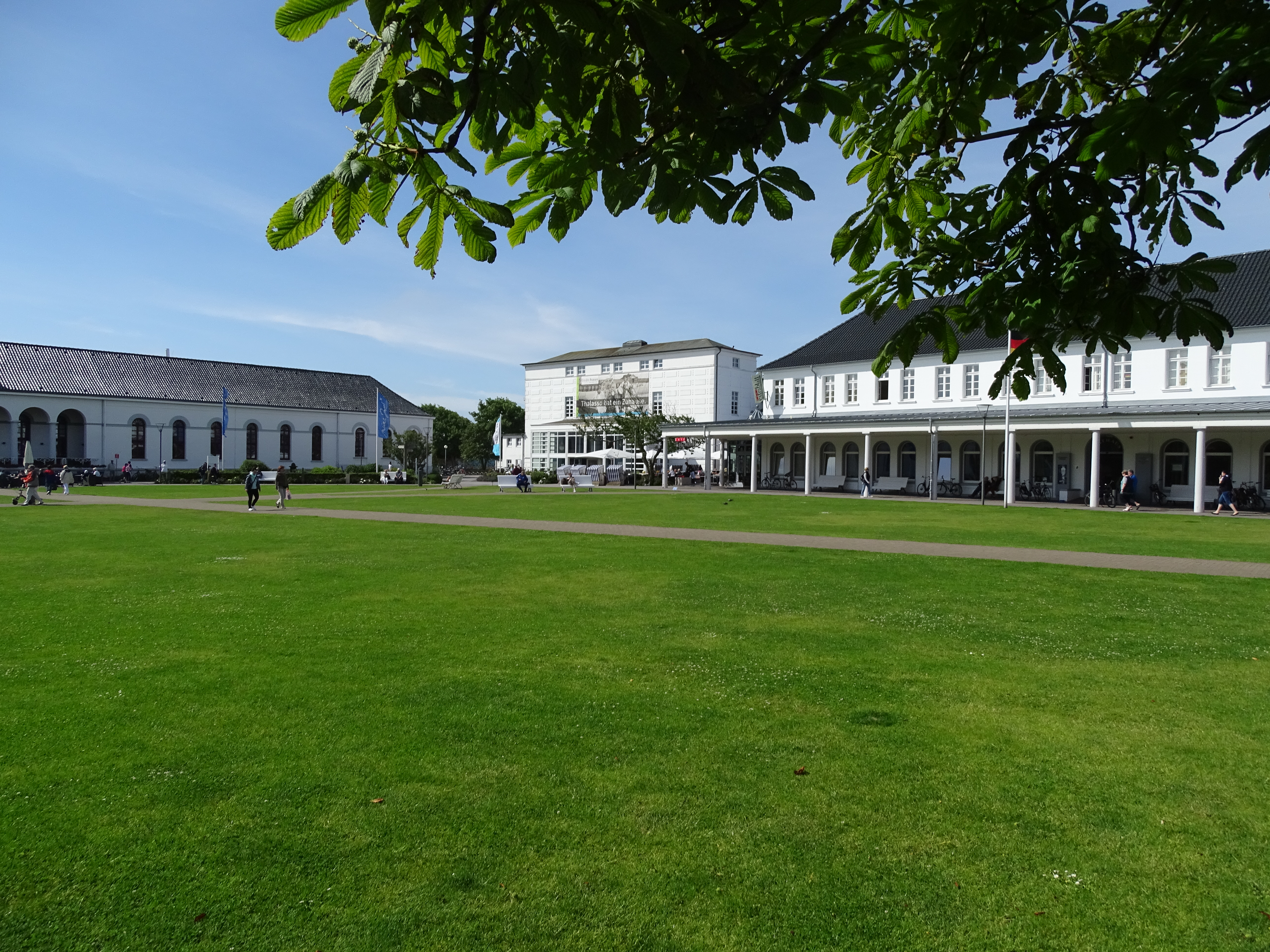
Blick auf die Kurplatzwiese aus nordöstlicher Richtung. Von links nach rechts: Conversationshaus, Schwimmbad, Basargebäude.

Das Kurhaus/Conversationshaus befindet sich am südlichen Rand des trapezförmigen Kurplatzes und bildet ein L-förmiges Essemble zusammen mit dem ebenfalls unter Denkmalschutz stehenden Schwimmbadgebäude und dem Basargebäude, in dem sich seit 2006 das Rathaus der Stadt Norderney befindet. In die östliche Richtung grenzt es an eine langgestreckte und bewaldete Parkanlage mit Rosengarten. Unmittelbar in südlicher Richtung des Kurhauses liegen mit dem Kurhotel und dem Nordseehaus weitere denkmalgeschützte Gebäude. Im Nordosten befindet sich mit dem Kurtheater das letzte Gebäude des historischen Ensemble der Norderneyer Innenstadt. Die Adresse des Gebäudes ist Am Kurplatz 1.

## Objektbeschreibung
Inmitten der Kuranlage gelegenes Kurhaus, massiver, breitgelagerter Putzbau, teils mit Putzquaderung, offene Vorhalle mit Rundbogenarkaden mittig (seit 1837), Rundbogenfenster, Walmdächer mit Dachreiter. In seiner heutigen Form erbaut um 1850 als Konversationshaus für Badegäste unter Beibehaltung von Kubatur und Proportionen des hölzernen Vorgängerbaus von um 1800. Die gleichmäßige Aufteilung der Rundbogenfenster wird unterbrochen von den schwach vortretenden, mit Dreiecksgiebeln abgeschlossenen Risaliten. In der Mitte der Vorderseite befinden sich neun Rundbogenarkaden, die von kannelierten dorischen Säulen getragen werden. Die Mittelachse des breitgelagerten Kurhauses wird durch einen achteckigen Dachreiter betont. Die äußeren Eckpavillons sind nachträglich angefügt, der östliche aufgestockt worden. Die Breite des Gebäudes beträgt über 90 Meter.

## Geschichte
Mit der offiziellen Eröffnung der „Seebadeanstalt Norderney“ im Jahr 1800 wurde auf Empfehlung von Friedrich Wilhelm von Halem, dem Begründer des Seebades, ein erstes hölzernes Kurhaus für die ersten Kurgäste errichtet. Dieses Gebäude war zu Beginn des 19. Jahrhunderts neben der Kirche das erste große Gebäude der Insel. Das Haus verfügte über Räumlichkeiten, in denen Kuranwendungen durchgeführt werden konnten. Es gab zwei Wannen, die mit Meerwasser gefüllt und mit Torf beheizt werden konnten. Weiterhin war ein Billardraum und ein Spielzimmer vorhanden. 1804 erfolgte ein erster Anbau für weitere Spielzimmer. Dem Gebäude wurde bis in die Zeit nach dem Ersten Weltkrieg hin die Bezeichnung Conversationshaus gegeben. 1822 wurde ein erstes massives Conversationshaus errichtet und vor 1850 erweitert. 1837 erfolgte der Bau der markanten Rundbogenarkaden zum Kurplatz hin. 1856 erfolgte der östliche Anbau und die Installation des mittig auf dem Dachreiter befindlichen Turms. Im östlichen Anbau befand sich die Wohnung des Badekommissars und die der Badeverwaltung. Im „Weißen Saal“ des Gebäudes hängt ein Bild von König Georg V., der Norderney zwischen 1836 und 1865 zu seiner Sommerresidenz machte und über mehrere Jahre immer wieder mit seinem Hofstaat auf der Insel verweilte.
Im Jahr 1841 diente der Turm des Conversationshauses neben der Schwarzen Düne am Alten Postweg auf Norderney als Messpunkt der Gaußschen Landesaufnahme durch Major Müller.

## Heutige Nutzung

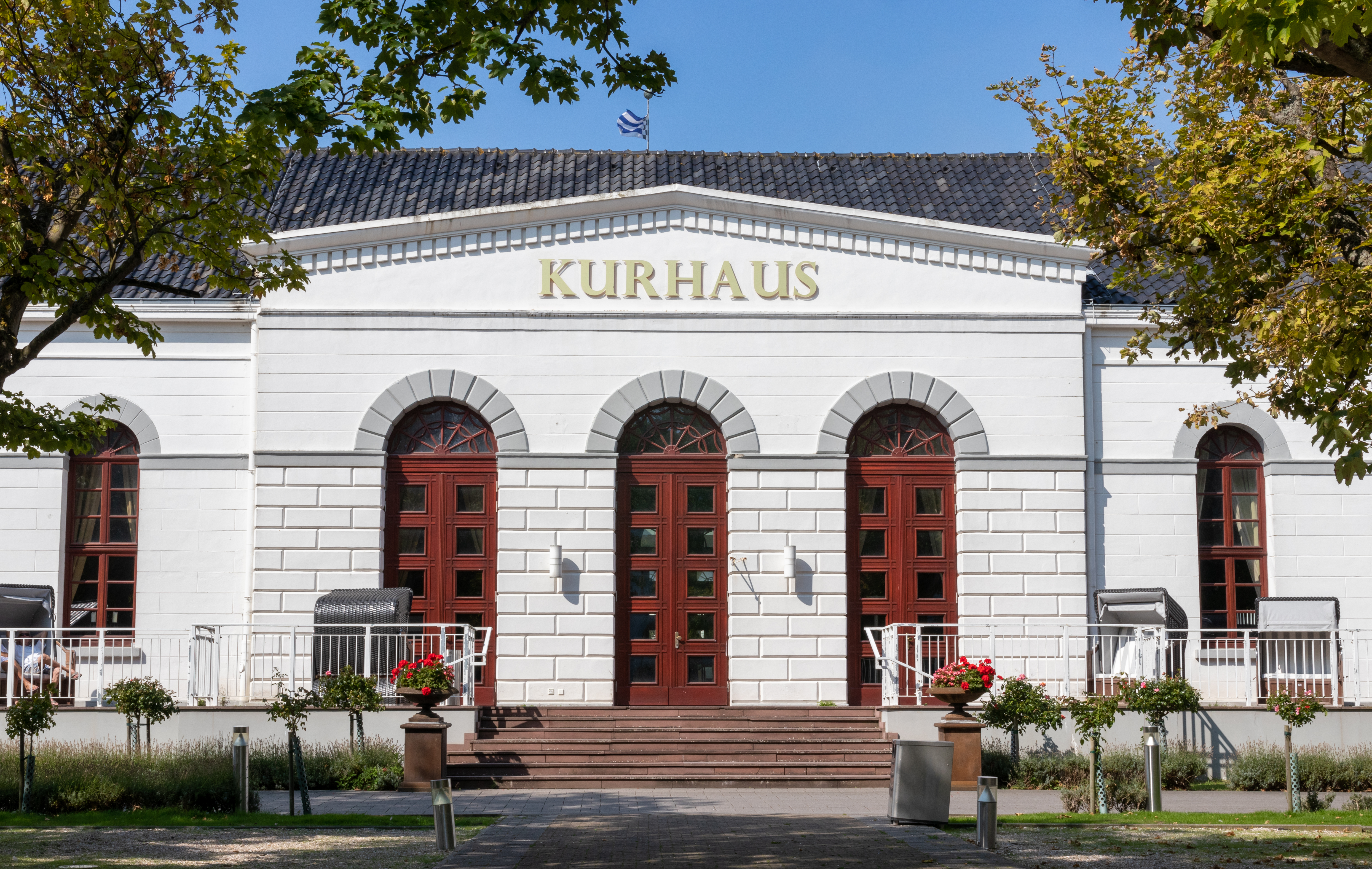
Teil der nach Süden zeigende Fassade

Seit 2005 trägt das Gebäude auf der dem Kurplatz zugewandten Seite wieder den Namen Conversationshaus und wurde nach einem weitreichenden Umbau in den Jahren 2007/08 als Begegnungsstätte konzipiert. In zehn Monaten Bauzeit wurde das Kurhaus Norderney unter Einhaltung der Auflagen des Denkmalschutzes in seiner ursprünglichen Gestalt wiederhergestellt. Die vorhandenen kleinen Räume wurden zugunsten eines großen, zentralen Raumes mit durchgehendem Glasdach zurückgebaut. Als Bodenbeläge wurde Parkett und Naturstein verwendet. In der zentralen großen Halle sind neben der Touristeninformation der Insel die Zimmervermittlung, der Veranstaltungsvorverkauf sowie der NorderneyCard-Service-Point untergebracht. Zusätzlich zur Bibliothek kann im sogenannten Kaminzimmer ein Leseraum genutzt werden. Das Conversationshaus besitzt mit dem „Großen Saal“ und dem „Weißen Saal“ zwei größere Räumlichkeiten für Veranstaltungen und Tagungen. Weitere Einrichtungen sind ein Café sowie ein Souvenirgeschäft und Sanitäranlagen. Seit dem 12. Mai 1978 ist im Eckpavillon des Kurhauses eine Spielbank untergebracht.